# Escudo de la provincia de Mendoza
El escudo de la provincia de Mendoza en la República Argentina fue designado por la Ley 1450 del 25 de octubre del año 1941. Es similar al escudo nacional, contando en la base del óvalo con una cornucopia que derrama frutos, lo cual simboliza la abundancia de la región.
Reemplazó a un escudo anterior, que poseía el diseño de los dos antebrazos sosteniendo la pica con el gorro frigio, y que bajo el mismo contaba con dos cuernos de la abundancia cruzados.

## Descripción
El interior se encuentra dividido en dos mitades: una de fondo azul y otra de fondo blanco. El campo azul representa el cielo sin nubes y el blanco el color de nuestras nieves y montañas, alegoría de pureza. Las manos entrelazadas aluden a la unión fraternal y la pica remite al trabajo. El gorro frigio es un emblema inequívoco de libertad.
Por su parte, el sol que lo corona nos habla de la unidad nacional y sus diecisiete rayos representan a los departamentos provinciales.
Se encuentra rodeado por dos guirnaldas de laurel, emblema de la victoria, unidas en su parte inferior por la cinta celeste y blanca de los revolucionarios de 1810.

## Historia
En la época colonial, Mendoza utilizó el escudo real español, que mantuvo en uso hasta 1818 si bien, después de 1813. alternándolo con el escudo derivado del sello de la Asamblea del Año XIII.
En 1819 surgió un blasón propio para Mendoza, de forma oval con un pámpano atravesado por una espiga de trigo, que simbolizaban las dos principales industrias de la provincia en aquella época.
El 8 de enero de 1834 la Sala de Representantes de Mendoza dispuso usar las armas patrias acompañado de la inscripción La gratitud de Mendoza al Señor General Rosas, pero, como consecuencia de la batalla de Caseros librada el 3 de febrero de 1852, se derogó tal disposición el 18 de marzo siguiente. A partir de 1854, al escudo de armas provincial se le adosaron trofeos de banderas, lanzas y cañones que se conservaron hasta principios de 1861. Nuevamente, por decreto-ley del 18 de diciembre de 1862, el escudo de armas nacional se volvió a utilizar como blasón de la provincia

El escudo de armas actual tiene su origen en un sello del Ministerio de Gobierno empleado desde 1861, que mostraba manos entrelazadas sosteniendo una pica, en la parte superior el gorro frigio, debajo dos cuernos cruzados con las caridades hacia arriba llenos de frutas y flores y todo rodeado de una corona de laurel.
|                          |
| Viejo escudo de Mendoza. |

| |
| Lámina que detallaba los escudos utilizados por las provincias originarias de Argentina, se desconoce el libro al que pertenecía. |

| |
| Lámina perteneciente a la contraportada internata de la edición del 18 de diciembre de 1926 de la revista "Caras y Caretas". |